# Il cammello nero
Il cammello nero (The Black Camel) è un film del 1931 diretto da Hamilton MacFadden. Il personaggio di Charlie Chan, ispettore cinese della polizia di Honolulu, era interpretato dall'attore di origine svedese Warner Oland.
Il film è tratto dal romanzo Charlie Chan e il cammello nero di Earl Derr Biggers del 1929.
Come consuetudine nei film di Charlie Chan, anche in questo film (il secondo dell'era Warner Oland) vi è la presenza di una star del cinema, in questo film è Bela Lugosi.

## Trama
Charlie Chan indaga sull'omicidio di un regista cinematografico. Subito emerge che ad assassinarlo è stata un'attricetta rifiutata dallo stesso per un ruolo in suo film.
Il film può contare, oltre che su un buon cast, anche su alcune scenette di vita familiare che cominciano a farci conoscere il simpatico investigatore, specie alle prese con i suoi dieci figli.
di Charlie Chan, anche in questo film (il secondo dell'era Warner Oland) vi è la presenza di una star del cinema, in questo film è Bela Lugosi, che, tra l'altro, in quello stesso anno, il 1931, aveva caratterizzato il personaggio di Dracula nell'omonimo film di Tod Browning.